# Formostenus decens
Formostenus decens là một loài tò vò trong họ Ichneumonidae.